# Лихтенштейн, Герц Ильич
Герц Ильи́ч Лихтенште́йн (род. 27 мая 1934, Арзамас) — советский, израильский и российский физико-химик, доктор химических наук (1971), профессор Университета им. Бен Гуриона (Израиль, 1992)
Лауреат Государственной премии СССР (1977) и премии им. В. В. Воеводского за 2007 год. Иностранный член Академии наук Республики Таджикистан (2018).

## Биография
Г. И. Лихтенштейн родился 27 мая 1934 г. в Арзамасе. В этом же году семья переехала в Душанбе, где в 1951 г. он окончил среднюю школу с золотой медалью.
1956 −1959 гг. химический факультет Горьковского государственного университета им. Н. И. Лобачевского. После окончания университета до 1959 г. работал в Институте химии АН ТаджССР лаборантом, младшим научным сотрудником. С 1959 г. в аспирантуре Института химической физики АН СССР. В 1962 г., по окончании аспирантуры, вернулся в Институт химии АН ТаджССР, а через год перешёл в Институт молекулярной биологии АН СССР.
С 12 июля 1966 г начал работать в Филиале Института химической физики АН СССР в Черноголовке, сначала в должности старшего научного сотрудника, а затем заведующего лабораторией.
В 1971 г. защитил докторскую диссертацию, c 1976 г. профессор.
В 1991 эмиграция в Израиль, в настоящее время работает в Университете им. Бен Гуриона (Израиль)-Prof Emeritus, Ben-Gurion University of the Negev .
В 2015 г. вернулся в Научный центр РАН в Черноголовке в качестве научного консультанта Института проблем химической физики РАН.
Научные интересы Г. И. Лихтенштейна связаны с физико-химией и биомиметикой ферментативного катализа, разработкой новых биофизических методов для молекулярной биологии и медицины

## Награды
- Лауреат Государственной премии СССР в области науки и техники (1977)[1]
- Премия им. В. В. Воеводского (2007)

## Научные труды
- «Spin labeling methods in molecular biology» [1974]
- Лихтенштейн Г.И. Метод спиновых меток в молекулярной биологии. — М.: Наука, 1974. — 256 с.
- «Chemical Physics of Redox Metalloenzyme Catalysis» [1988]
- «Biophysical labeling methods in molecular biology» [1993]
- Denisov E.T., Sarkisov O.M, Likhtenshtein G.I., «Chemical Kinetics: Fundamentals and Recent Developments: Fundamentals and Recent Developments»[2003]
- Likhtenshtein G.I., Yamauchi J., Nakatsuji S., Smirnov A., Tamura R.,"Nitroxides: applications in chemistry, biomedicine, and materials science[2008]
- «Stilbenes: Application in Chemistry, Life Science and Material Science»[2009]
- «Solar Energy Conversion: Chemical Aspects», [2012]

## Научно-популярные статьи
Автор около 400 публикаций в научных журналах